# Villedieu-les-Poêles

Una strada di Villedieu-les-Poêles: sullo sfondo il campanile della chiesa

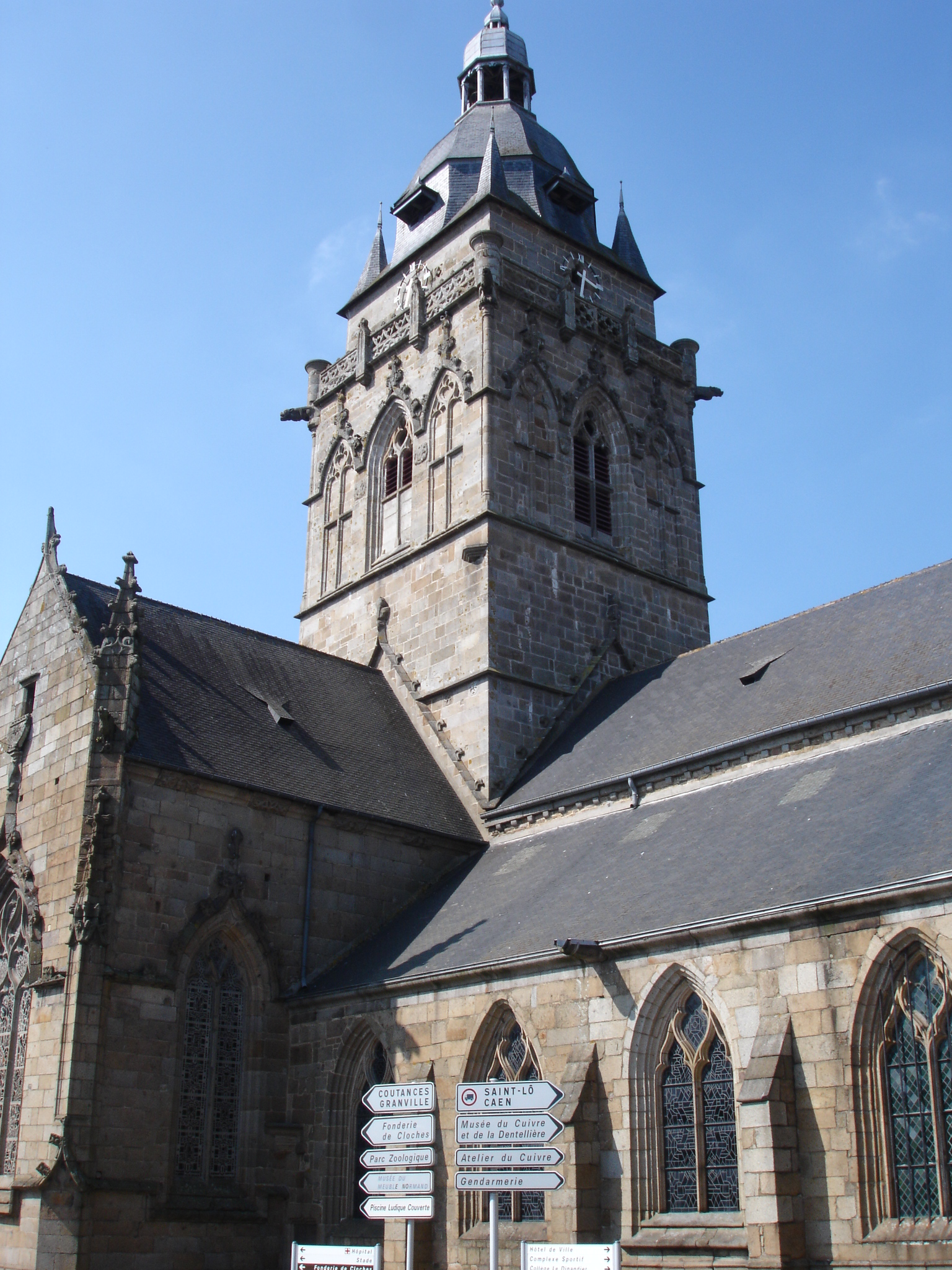
La chiesa principale

Villedieu-les-Poêles era un comune francese di 4 016 abitanti situato nel dipartimento della Manica nella regione della Normandia.
Dal punto di vista dell'organizzazione ecclesiastica è un diaconato che fa parte della diocesi di Coutances.
Dal 1º gennaio 2016, in seguito alla fusione con Rouffigny, è diventato comune delegato del nuovo comune di Villedieu-les-Poêles-Rouffigny.

## Geografia fisica
La città sorge in un'ansa del fiume Sienne, che scorre nel territorio del comune insieme al fiume Airoux.

## Storia
Il territorio del comune apparteneva inizialmente all'abbazia delle donne di Caen ed esisteva sul fiume Sienne una località di nome Siennêtre che faceva parte della parrocchia di Saultchevreuil.
La città nacque da una sede dei cavalieri ospedalieri di San Giovanni di Gerusalemme (che diverranno nel XVI secolo i cavalieri dell'Ordine di Malta, denominata Villedieu (da Villa Dei, o "Città di Dio"), sorta su un terreno nella località di Siennêtre, donato all'ordine nel 1130 da Enrico I Beauclerc, duca di Normandia e re di Inghilterra. La città fu direttamente alle dipendenze del Papa (nullius diocesis).
L'attività artigianale era favorita dalla collocazione dell'insediamento all'incrocio di diverse strade, alla presenza della Sienne e dai privilegi fiscali che erano stati concessi all'ordine dal duca di Normandia. Dal 1147 vi si teneva un mercato settimanale il martedì, tuttora in vita.
Vi si insediarono soprattutto artigiani che lavoravano il metallo. I primi statuti dei fabbricanti di pentole sono datati al 1328-1329. Nel XIX secolo al nome di "Villedieu" venne aggiunto l'epiteto di "les-Poêles" ("le padelle").

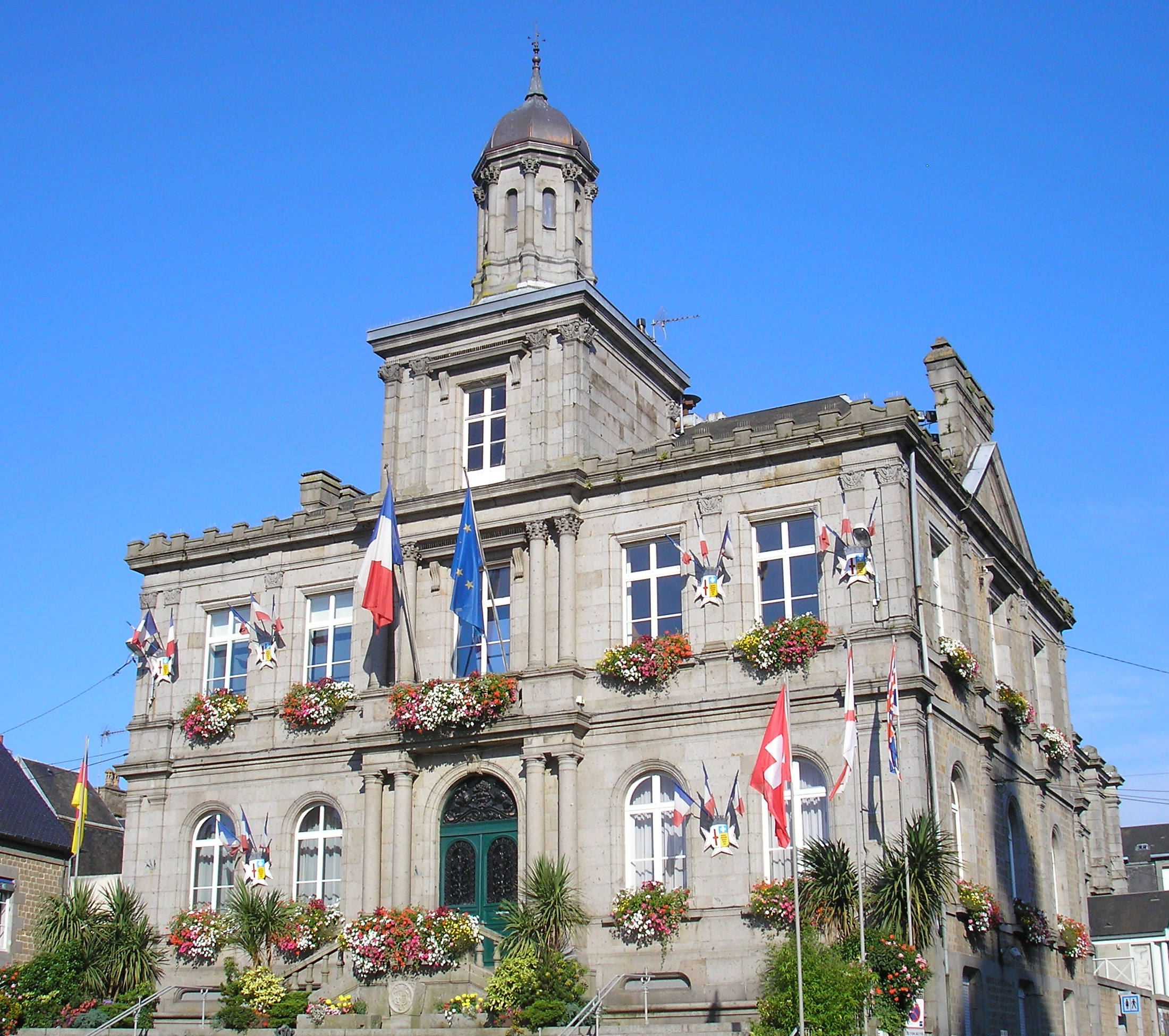
Il municipio

Nel XVII secolo fu istituita la processione religiosa (Grand Sacre), che si teneva ogni quattro anni e a cui partecipava una delegazione dei Cavalieri di Malta in alta uniforme. La tradizione interrotta con la Rivoluzione francese, fu ripresa nel 1955.
Nel 1796 il territorio fu uno dei focolai della guerriglia che su basi religiose si opponeva alla Rivoluzione francese (chouannerie). Nel periodo del Secondo impero francese la città prosperò (a quest'epoca si deve la costruzione dell'attuale palazzo municipale).
Nel 1836 il comune di Villedieu-les-Pôeles incorporò quello di Saint-Pierre-du-Tronchet.
Durante i combattimenti avvenuti in seguito allo sbarco in Normandia durante la seconda guerra mondiale venne risparmiata dai bombardamenti.
Nel 1964 ha incorporato il soppresso comune di Saultchevreuil-du-Tronchet. Nel 1993 è stata creata la Comunità dei comuni del cantone.

### Simboli
Questo stemma è la reinterpretazione dell'emblema scolpito su una chiave di volta in granito e datata al 1696, attualmente conservata presso il municipio di Villedieu, che proviene da una delle antiche porte della città medievale sul Pont-de-Pierre.

## Monumenti e luoghi d'interesse
La chiesa di Notre Dame trae origine da una cappella del XII secolo, trasformata in una vera e propria chiesa di stile gotico nel XIII secolo. Subì rimaneggiamenti nel XV e XVII secolo, ma conserva le più antiche vetrate. All'interno anche un organo del 1831. Il presbiterio accanto alla chiesa risale al 1863.
Altre chiese del comune sono quelle di Saultchevreuil e di Saint-Pierre-du-Tronchet.
Le case più antiche sono del XV secolo. Molte di esse sono dotate di cortili, che comunicano con le vie per mezzo di stretti passaggi: qui si svolgevano le attività degli artigiani che lavoravano il rame e lo stagno. Da questa attività tradizionale si dice sia derivato il nome degli abitanti, Sourdins, a causa del fatto che gli operai diventavano spesso sordi a causa del continuo martellare i metalli.
Il palazzo della Comanderia venne edificato per ospitare i cavalieri di Malta nel XVIII secolo e comprende la cappella di Saint-Blaise.
Il palazzo del municipio fu costruito nel 1869. Si affaccia su piazza della Repubblica, dove sorge una colonna celebrativa sormontata da una statua dorata.
Si può visitare un antico laboratorio per la lavorazione del rame (Atelier du cuivre) e un altro per la lavorazione dello stagno (Maison de l'Etain), tuttora in attività, e una fonderia di campane (Fonderie Cornille-Havard), attiva dal 1865.

## Società

### Evoluzione demografica
Abitanti censiti